# Armée spartiate
L'armée occupe une place particulière à Sparte, cité où tous les citoyens en âge de porter les armes sont censés être des hoplites (fantassins lourds) et, en conséquence, subissent depuis leur enfance une éducation qui doit les préparer au combat. Elle est également le vecteur de la puissance spartiate dans le Péloponnèse et plus largement, dans toute la Grèce.
Seule capable de mener à bien des manœuvres complexes sur le terrain, elle apparaît aux Grecs comme un modèle d'efficacité et de discipline : Plutarque écrit que la seule réputation des hoplites spartiates « frappait d'effroi leurs adversaires qui, même avec des forces égales, ne se croyaient pas capables de lutter sur un pied d'égalité contre des Spartiates ».

## Histoire

### L’armée à l'époque mycénienne
La première mention des Spartiates en guerre se trouve dans l'Iliade ; ils assiégèrent Troie avec d'autres contingents grecs. 
Comme le reste de l'armée mycénienne, l'armée spartiate était composée essentiellement d'une infanterie équipée d'épées courtes, de lances et de boucliers ronds en bois, éventuellement recouverts d'une feuille de bronze (décorative). Il s'agissait d'une époque de combats héroïques où étaient utilisées des tactiques simples, se résumant souvent à un assaut général finissant en massacre ; il était fréquent que des armées entières soient poursuivies et anéanties à la suite d'une déroute[réf. incomplète]. La tactique de base de la bataille était « Liberté de tout faire »[réf. incomplète].
Des chars de guerre furent utilisés par l'élite, mais contrairement à leurs homologues du Moyen-Orient, ils semblent avoir été employés principalement pour le transport, le soldat descendant pour combattre à pied et remontant ensuite pour se retirer du combat, bien que certaines sources montrent des soldats jetant leur lance depuis le char avant de descendre combattre à pied.

### Les réformes de l'Époque archaïque et l'expansion
La Sparte mycénienne, comme beaucoup d'autres cités de Grèce, fut rapidement submergée par les invasions doriennes, qui mirent fin à la civilisation mycénienne et inaugurèrent les « Siècles obscurs ». Au cours de cette période, Sparte ou Lacédémone fut simplement un village dorique sur les rives de la rivière Eurotas en Laconie.
Toutefois au début du VIIIe siècle av. J.-C., la société spartiate fut transformée. Les réformes, qui furent attribuées par une tradition plus tardive au personnage mythique de Lycurgue, créèrent de nouvelles institutions et mirent en place la nature militaire de l’État spartiate.
Cette Constitution de Lycurgue resta inchangée dans son essence au cours des cinq siècles suivants. À partir de 750 av. J.-C., Sparte entreprit une expansion régulière, d'abord par la soumission d'Amyclées et des autres cités de la Laconie, et plus tard, lors de la Première guerre de Messénie, par la conquête du territoire fertile de la Messénie. Au début du VIIe siècle av. J.-C., Sparte était, aux côtés d'Argos, la puissance dominante du Péloponnèse.

### Mise en place de la domination de Sparte sur le Péloponnèse

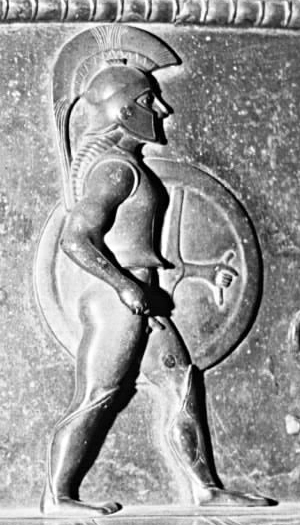
Hoplite, détail du cratère de Vix d'inspiration laconienne, vers -510

Inévitablement, les deux puissances finirent par s'affronter. Les premiers succès d'Argos, tels que sa victoire à la Bataille d'Hysiai en 669 av. J.-C., conduisirent à un soulèvement des Messéniens, qui mobilisa l'armée spartiate pendant près de vingt ans. Au cours du VIe siècle av. J.-C., Sparte obtint la maîtrise de la péninsule du Péloponnèse : l'Arcadie fut forcée de reconnaître la suzeraineté de Sparte, Argos perdit Cynuria (la côte sud-est du Péloponnèse) aux environs 546 av. J.-C. et subirent un nouveau coup paralysant de Cléomène Ier à la bataille de Sepeia en 494 av. J.-C., tandis que les expéditions répétées contre des régimes tyranniques dans toute la Grèce augmentèrent grandement le prestige de Sparte. Au début du Ve siècle av. J.-C., Sparte était la maîtresse incontestée du Sud de la Grèce, en tant que puissance dominante (hégémonie) de la Ligue du Péloponnèse nouvellement créée (qui fut plus connue de ses contemporains comme « les Lacédémoniens et leurs alliés »).

### Guerres médiques et Guerre du Péloponnèse
À la fin du VIe siècle av. J.-C., Sparte était reconnue comme la cité-État grecque prééminente. Crésus, le roi de Lydie, forma une alliance avec elle, et plus tard, les cités grecques d'Asie Mineure l'appelèrent à l'aide au cours de la Révolte de l'Ionie. Au cours de la seconde invasion perse de la Grèce sous Xerxès Ier, le commandement général des forces grecques sur terre et sur mer fut confié à Sparte. Pour cette raison, les Spartiates jouèrent un rôle crucial dans le refoulement de l'invasion, notamment lors des batailles des Thermopyles et de Platées.
Par la suite, en raison des complots de Pausanias avec les Perses et de la réticence des Spartiates à faire campagne trop loin de chez eux, Sparte retourna à un isolement relatif, laissant Athènes monter en puissance et prendre les rênes de l'effort de guerre continué contre les Perses. Cette tendance isolationniste fut encore renforcée par les révoltes de certains de ses alliés et un grand tremblement de terre en 464 av. J.-C., qui fut suivi par une révolte à grande échelle des Hilotes de Messénie. En parallèle l'émergence d'Athènes en tant que puissance majeure en Grèce conduisit inévitablement à des frictions avec Sparte et à deux conflits de grande ampleur (les Première et Deuxième guerres du Péloponnèse) qui ravagèrent la Grèce. Sparte subit plusieurs revers au cours de ces guerres, y compris, pour la première fois, la reddition d'une unité entière de Spartiates à la Bataille de Sphactérie en 425 av. J.-C., mais elle sortit finalement vainqueur, principalement grâce à l'aide reçue par les Perses. Sous le commandement de Lysandre, la flotte spartiate, construite grâce aux fonds perses, s'empara des cités de l'alliance athénienne, et la victoire navale décisive à l'issue de la Bataille d'Aigos Potamos entraîna la capitulation d'Athènes. La défaite athénienne donna à Sparte un pouvoir incontesté sur la Grèce.

### L'hégémonie sportif
Cette montée en puissance de Sparte ne dura pas longtemps. Sparte avait subi de sévères pertes au cours des guerres du Péloponnèse, et sa mentalité conservatrice et étroite lui aliéna bientôt beaucoup de ses anciens alliés. Thèbes défia de manière répétée l'autorité spartiate, et il s'ensuivit la Guerre de Corinthe qui mena à l'humiliante Paix d'Antalcidas, qui détruisit la réputation de Sparte en tant que protectrice de l'indépendance des cités-États grecques. Dans le même temps, le prestige militaire spartiate subit un coup sévère, lorsqu'une mora de 600 hommes fut décimée par les troupes légères (peltastes) menées par Iphicrate. En dépit de ses capacités militaires impressionnantes, Sparte était incapable de projeter sa puissance sur l'ensemble de la Grèce, souffrant d'une pénurie de main-d'œuvre et n'étant pas disposée à se réformer. En conséquence, la puissance de Sparte s'effondra après la désastreuse défaite subie lors de la bataille de Leuctres en 371 av. J.-C. face aux Thébains menés par Épaminondas. La bataille entraîna la mort d'un grand nombre de Spartiates et la perte de la Messénie.

### L’époque hellénistique
Désormais Sparte était réduite à la Laconie, et se retrouva isolée. La victoire de Philippe II à la bataille de Chéronée en 388 av. J.-C. affirma la domination macédonienne sur la Grèce, à l'exception de Sparte qui resta indépendante. Par la suite, Philippe II envahit et pris le contrôle de territoires dans la Laconie, sans combat ni resistance de la part de Sparte,,. A la création de la Ligue de Corinthe, en 377 av. J.-C., Sparte refusa de la rejoindre. Les Spartiates ne participèrent donc pas à la campagne d'Alexandre le Grand contre la Perse, et, lorsque Alexandre envoya les 300 cuirasses perses prises lors de la bataille du Granique, il fit inscrire dessus : 

« Alexandre, fils de Philippe, et les Grecs — sauf les Lacédémoniens — sur les barbares vivant en Asie »

Lors de l'absence d'Alexandre le Grand, alors occupé par la conquête de l'Empire perse, le roi Agis III remit en cause la domination macédonienne sur la Grèce, mais il fut défait lors de la bataille de Mégalopolis. À la suite de la mort d'Alexandre, Sparte intervint de nouveau, en tant qu'État indépendant, dans les nombreuses guerres du IIIe siècle av. J.-C.
Sous les rois réformateurs Agis IV et Cléomène III, Sparte connut un renouveau de courte durée, marqué par les succès contre la Ligue achéenne, avant la défaite finale à l'issue de la Bataille de Sellasia. L'ultime résurgence spartiate eut lieu sous Nabis, mais à la suite de la défaite de Sparte dans la guerre lacédémonienne, la ville fut incorporée en 189 av. J.-C. dans la ligue achéenne. Cela marqua la fin de Sparte en tant que puissance indépendante qui, par la suite, passa sous la domination romaine, tout en conservant le statut de ville autonome.

## Organisation et tactique de l'armée spartiate
Comme les autres cités grecques, Sparte accorde une prépondérance marquée aux fantassins lourds, les hoplites, au détriment des archers et des autres troupes légères, ainsi que de la cavalerie. Elle se distingue cependant en ce que tous les citoyens en âge de porter les armes (20–60 ans) doivent servir comme hoplites, et non la fraction la plus riche, comme c'est le cas ailleurs.
Son organisation sur le champ de bataille est composée généralement d'une ligne de bataille opposant un mur de boucliers à l'adversaire qui, en venant s'y heurter, permet au hoplite de le repousser d'un coup de bouclier puis de porter la première frappe, en profitant de la surprise de l'adversaire après ledit coup de bouclier. Cette formation peut être appuyée au besoin par la cavalerie, que les Spartiates considèrent comme un rôle moins prestigieux, et par l'infanterie à distance. Les peltastes (troupes légères) spartiates n'existent pas, toute la puissance de frappe étant concentrée dans la phalange hoplitique.
Cette technique de phalange est parfaitement maîtrisée car l'hoplite s'entraîne constamment. L'armée spartiate se différencie car elle est la seule à monter au combat en adoptant la marche. Cependant, elle peut aussi adopter des tactiques différentes : feindre la retraite, enfoncer un côté de l'armée adverse pour couper la retraite...
Les Périèques (habitants du pourtour de Sparte) combattent également comme hoplites, et même des Hilotes : les 700 Hilotes commandés par Brasidas en Chalcidique, pendant la guerre du Péloponnèse, en sont récompensés par un affranchissement. Par la suite, Sparte crée des unités de Néodamodes, des Hilotes portant l'armure lourde, employés en renfort et en garnison.

### Structure sociale

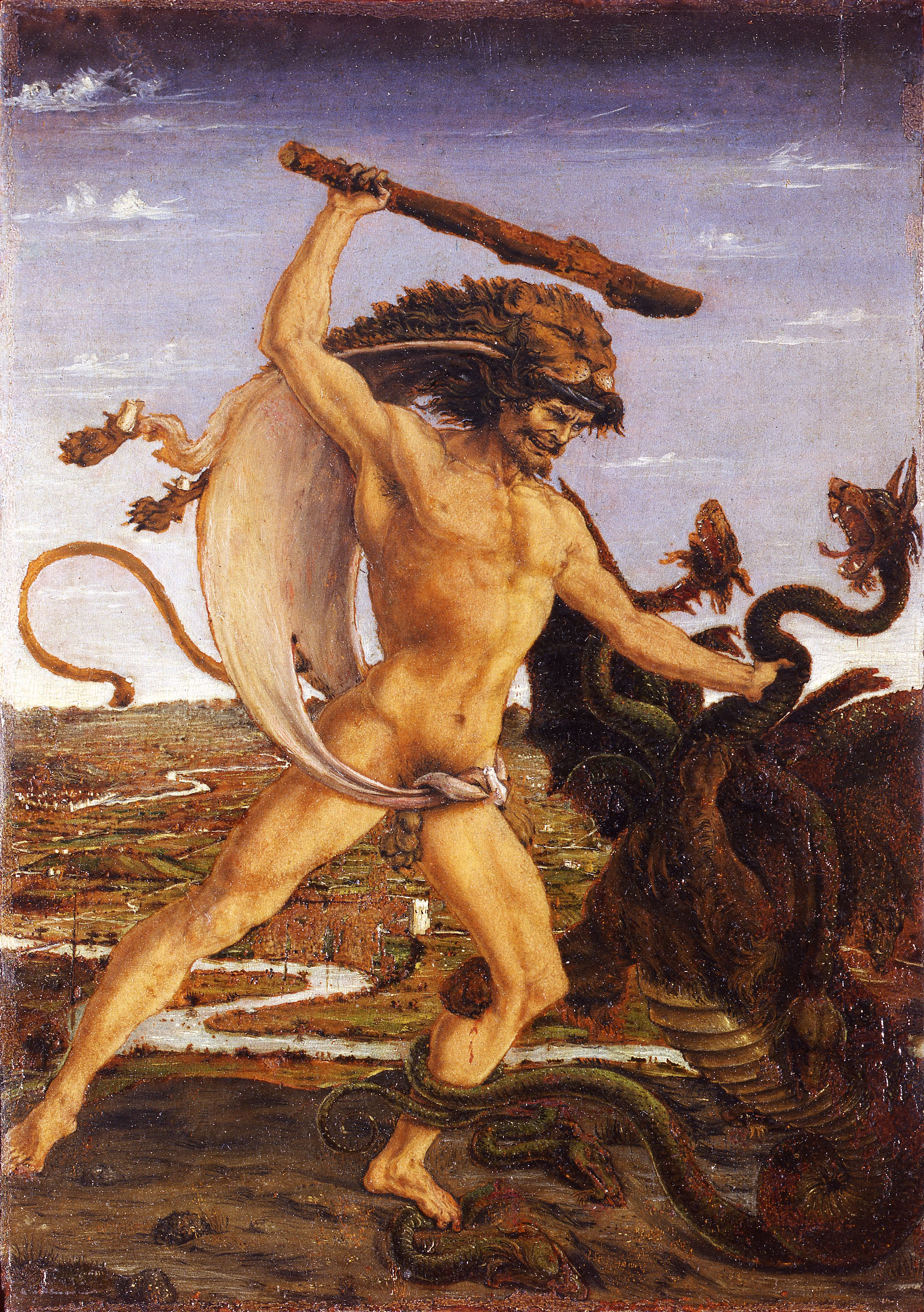
Le héros Héraclès, de qui les rois de Sparte prétendent descendre

Les habitants de Sparte (les « Lacédémoniens ») étaient divisés en trois classes :
- les citoyens à part entière, connus en tant que Spartiates ou Hómoioi (« Semblables »), qui recevaient une concession de terre (kleros) en échange de leur service militaire ;
- les non-citoyens libres, connus sous le nom de Périèques (les « habitants proches »), généralement des commerçants, des artisans et des marins qui servirent dans l'infanterie légère et dans les rôles d'auxiliaires lors des campagnes[6] ;
- les Hilotes, propriété de l’État et employés pour cultiver les kleros, ils furent utilisés à partir du Ve siècle av. J.-C. en tant que troupes légères lors des escarmouches[13].

Les Spartiates étaient au cœur de l'armée de Sparte : ils participaient à l'Assemblée et fournissaient les hoplites à l'armée. En effet, ils étaient censés être des soldats et rien d'autre, apprendre et exercer toute autre activité leur étant interdit. Dans une large mesure, la nécessité de maintenir constamment sur le pied de guerre la société spartiate venait du besoin de conserver dominés les Hilotes qui étaient beaucoup plus nombreux. L'un des problèmes majeurs de la société spartiate tardive fut la baisse régulière des citoyens pleinement émancipés, ce qui signifiait également une baisse des effectifs militaires disponibles : le nombre de Spartiates diminua, passant de 6 000 en 640 av. J.-C. à 1 000 en 330 av. J.-C.. Les Spartiates furent donc contraints d'utiliser des hoplites hilotes, et parfois libérèrent certains des Hilotes de Laconie, les neodamốdeis (« nouveau affranchis »), et leur donnèrent des terres pour s'établir en échange du service militaire.
La population spartiate était subdivisée en groupes d'âge. Ceux du groupe le plus jeune, les moins de 20 ans, étaient considérés comme les plus faibles en raison du manque d'expérience, et ceux du plus ancien, jusqu'à 60 ans ou dans une crise à 65 ans, n'étaient appelés qu'en cas d'urgence, pour défendre les bagages.

### Organisation tactique

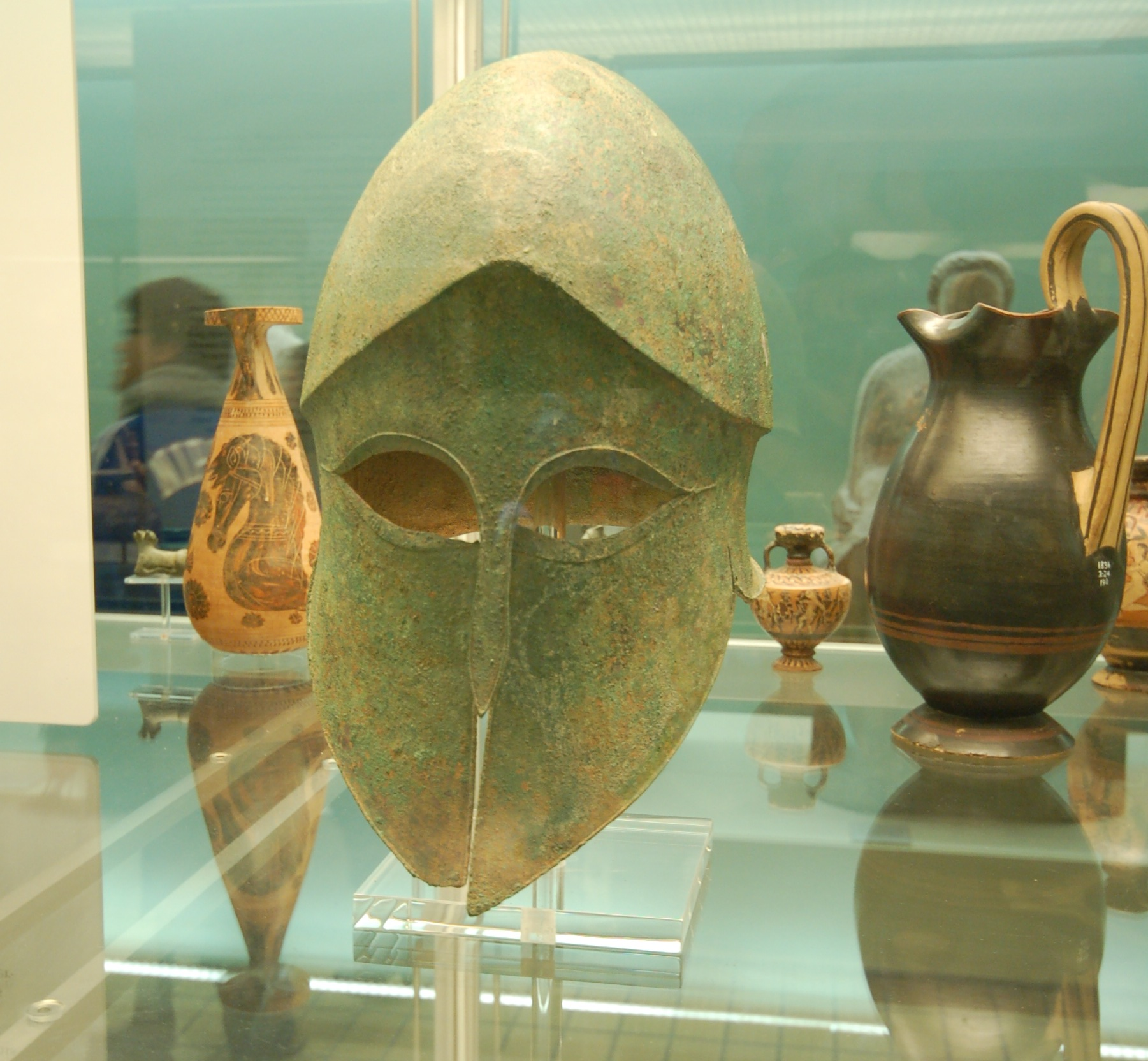
Casque d'une armure spartiate

La source principale d'information en ce qui concerne l'organisation de l'armée spartiate provient de Xénophon, qui admirait les Spartiates et dont la Constitution des Lacédémoniens offre un aperçu détaillé de l'état et de la société spartiate au début du IVe siècle av. J.-C. D'autres auteurs, notamment Thucydide, fournirent également des informations, mais elles ne sont pas toujours aussi fiables que les récits de première main de Xénophon.
Peu de choses sont connues en ce qui concerne l'ancienne organisation, et une grande partie relève souvent de la spéculation. La plus ancienne forme d'organisation sociale et militaire (pendant le VIIe siècle av. J.-C.) semble avoir été les trois tribus (phylai : les Pamphyloi, les Hylleis et les Dymanes) qui apparaissent dans la deuxième guerre de Messénie (685-668 av. J.-C.). Une subdivision plus poussée était la « fraternité » (phratra), dont 27, ou neuf par tribu, sont enregistrées. Finalement, ce système fut remplacé par cinq divisions territoriales, les Obai ("villages"), qui fournissaient un Lochos de 1 000 hommes chacun. Ce système fut encore utilisé pendant les Guerres médiques, comme le laissent entendre les références faites aux loches (lochoi) par Hérodote dans son histoire.
Les changements qui eurent lieu entre les guerres médiques et celle du Péloponnèse ne sont pas documentés, mais selon Thucydide, à la bataille de Mantinée en 418 av. J.-C., il y avait sept bataillons (lochoi) présents, chacun subdivisé en quatre compagnies (pentécostyes) de 128 hommes et seize sections (énomoties) de 32 hommes, soit un total de 3 584 hommes pour l'armée principale spartiate. À la fin de la guerre du Péloponnèse, la structure évolua encore plus, à la fois pour faire face aux pénuries de main-d'œuvre et pour créer un système plus souple qui permettait aux Spartiates d'envoyer de petits détachements en campagne ou en garnison à l'extérieur de leur pays d'origine. Selon Xénophon, l'unité de base resta l'énomotie spartiate, avec 36 hommes répartis en trois colonnes de douze soldats sous le commandement d'un enōmotarche. Deux Énomoties formaient un Pentécostye de 72 hommes sous le commandement d'un Pentēkontēr, et deux Pentécostyes furent regroupés en un Loche de 144 hommes sous le commandement d'un Lochagos. Quatre Loches formaient une Mora de 576 hommes commandée par un Polémarque, la plus grande unité tactique . Six moras composaient l'armée spartiate en campagne, à laquelle s'ajoutaient les Skirites et les contingents des pays alliés.
Sur le champ de bataille, les hoplites étaient groupés par sections, les énomoties, qui comptaient normalement un représentant de chaque classe mobilisée — 35 avant la bataille de Leuctres, 40 après. Elles se déployaient par ordre d'âge croissant, les jeunes, fraîchement issus du parcours éducatif spartiate, se trouvant au premier rang. Thucydide (Ve siècle av. J.-C.) décrit de manière détaillée la composition de l'armée qui combat à la première bataille de Mantinée :
« Il y avait au combat (…) sept bataillons, ou loches ; chaque bataillon comptait quatre compagnies, ou pentécostyes, et la compagnie quatre groupes, ou énomoties. Pour chaque groupe, quatre hommes combattaient au premier rang. En ce qui concerne la profondeur, ils n'étaient pas tous rangés de la même manière : cela dépendait de chaque chef de bataillon ; mais, en règle générale, ils se mirent sur huit rangs. »
Selon Xénophon qui, tout comme Thucydide, était un officier combattant et représente donc une autorité tout aussi valable, il n'y a que deux énomoties pour la pentécostye, deux pentécostyes pour un loche et quatre loches pour une  mora, ou régiment, commandé par un polémarque. Six moras forment une armée.

### Les Rois et les Hippeis
L'armée entière était théoriquement menée au combat par les deux Rois: originellement, les deux allaient en campagne, puis un seul après le VIe siècle av. J.-C., l'autre restant à Sparte. À l'inverse d'autres États, l'autorité des Rois était strictement circonscrite, la réalité du pouvoir étant entre les mains de cinq Éphore élus. Les rois étaient accompagnés d'un groupe de 300 hommes sélectionnés spécialement, faisant fonction de garde royale, qui étaient appelés Hippeis (« cavaliers »). En dépit de leur titre, ils consistaient en une infanterie d'hoplites tout comme les Spartiates. En effet, les Spartiates n'utilisèrent de cavalerie issue de leurs propres rangs que tardivement lors de la guerre du Péloponnèse, lorsque de petites unités de 60 cavaliers furent affectées à chaque mora.
Les Hippeis constituaient la 1re mora et étaient l’élite de l'armée spartiate, et à ce titre étaient déployés de manière honorifique sur le côté droit de la ligne de bataille. Ils étaient tous les ans soigneusement sélectionnés par trois Hippagrètes nommés spécialement à cette tâche. Ce sont les Hippeis qui participèrent en 546 av. J.-C. à un célèbre combat contre les chevaliers d'Argos, et ils furent de ceux qui accompagnèrent le roi Léonidas à son célèbre dernier combat aux Thermopyles[réf. souhaitée].

## Équipement

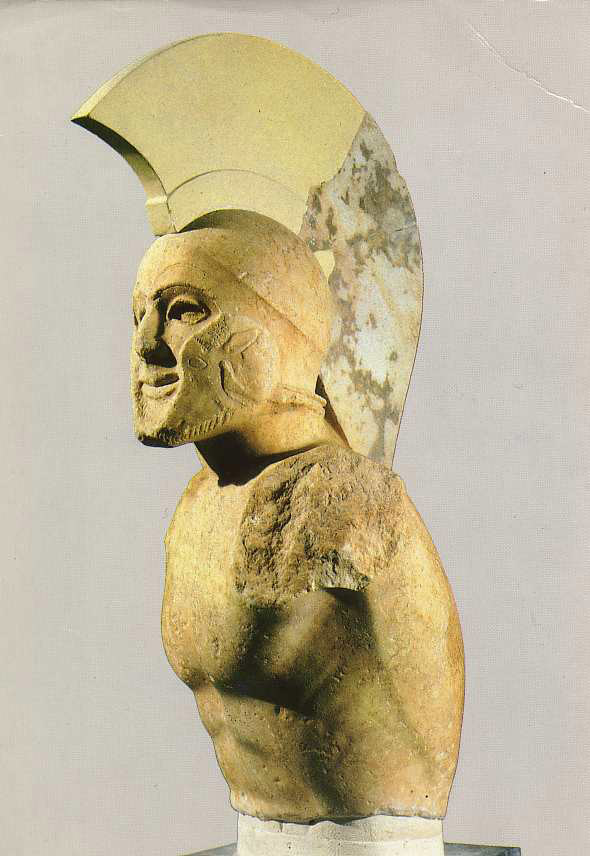
Statue d'un hoplite casqué, peut-être Léonidas,, musée archéologique de Sparte

Les hoplites spartiates portent l'équipement hoplitique classique : bouclier rond, casque à plumes rouges, cuirasse et cnémides. Ils se distinguent des autres hoplites grecs par le port des cheveux longs, par leurs tuniques rouges et leurs longs manteaux rouges également...
À partir du Ve siècle av. J.-C., probablement, le bouclier porte un emblème distinctif de chaque cité, en l'occurrence un Λ (lambda) pour « Laconie » ou « Lacédémone ». Dans une des comédies d'Eupolis, la seule vue des lambdas sur les boucliers ennemis suffit à faire trembler de peur le Cléon de théâtre. Inversement, en 392 av. J.-C., l'harmoste spartiate Pasimachos emprunte des boucliers sicyoniens marqués d'un Σ (sigma) pour tromper des Argiens, qui s'avancent au combat sans méfiance. Certains préfèrent arborer un emblème personnel sur leur bouclier, par exemple une mouche grandeur nature.

## Idéologie
La discipline spartiate se nourrit de l'importance particulière accordée à la « belle mort », c'est-à-dire la mort au combat, avec des blessures faites par-devant. Le citoyen mort à la guerre a droit à une stèle à son nom, alors que les autres doivent se contenter de tombes anonymes. Inversement, ceux qui survivent sont suspects ; la mise au ban du corps social attend les lâches, les tresantes. Cette idéologie héroïque n'est pas sans motivations pratiques : l'efficacité de la phalange repose sur sa cohésion. Rester ferme à son poste est donc un devoir civique, mais aussi un gage de survie.
Sparte apparaît aux autres cités grecques comme une spécialiste du combat : en décrivant la cérémonie des ordres donnés le matin par le roi à ses troupes, Xénophon note : « si vous assistiez à cette scène, vous penseriez que tous les autres peuples ne sont, en fait de guerre, que des improvisateurs, et que les Lacédémoniens seuls sont vraiment des artistes en art militaire. » Ses critiques lui reprochent même de n'être que cela : pour Platon, l'organisation politique de Sparte est « celle d'une armée en campagne plutôt que de gens vivant dans des villes ». Les historiens préfèrent aujourd'hui relativiser l'image d'une Sparte militariste. En effet, comme dans toutes les cités grecques, l'armée spartiate n'est pas un élément distinct du corps social ; la discipline de la phalange est d'inspiration civique, et non l'inverse.

## La marine de Sparte

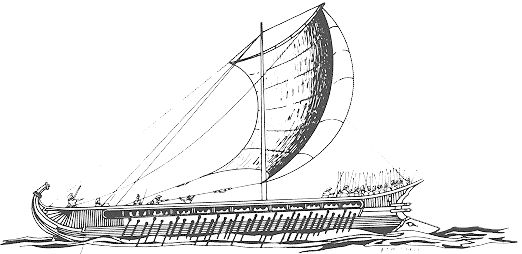
Une trière grecque

Tout au long de leur histoire, les Spartiates furent une puissance terrestre par excellence. Pendant les guerres médiques, ils fournirent une petite force de vingt trières, et ils obtinrent le commandement suprême de la flotte des cités grecques, mais s'appuyèrent largement sur leurs alliés, principalement les Corinthiens, pour ce qui est de la puissance navale. Ainsi, lorsque la guerre du Péloponnèse éclata, les Spartiates avaient-ils la suprématie sur terre, tandis qu'Athènes avait le contrôle de la mer. Les Spartiates ravagèrent l'Attique à plusieurs reprises, mais les Athéniens continuèrent à être ravitaillés par la mer, et furent capables de mener des raids avec leur marine sur tout le pourtour du Péloponnèse. Finalement, ce fut la création d'une véritable marine qui permit à Sparte de dominer Athènes. Avec l'or des Perses, Lysandre, qui fut nommé Navarque en 407 av. J.-C., fut en mesure de disposer d'une marine forte, et ensuite de contester et de détruire avec succès la prédominance athénienne sur la mer Égée. L'engagement Spartiate sur mer devait cependant être de courte durée, et ne survécut pas aux tumultes de la guerre de Corinthe: à la bataille de Cnide en 394 av. J.-C., la marine spartiate fut vaincue de manière décisive par une flotte combinée perso-athénienne, ce qui provoqua la fin de l’éphémère suprématie navale de Sparte. Le coup de grâce fut donné vingt ans plus tard, lors de la bataille de Naxos en 376 av. J.-C.. Une petite flotte fut périodiquement maintenue par la suite, mais son efficacité fut limitée. L'ultime renaissance de la puissance navale spartiate eut lieu sous le règne du tyran Nabis, qui, avec l'aide de ses alliés crétois créa une flotte pour contrôler les côtes de Laconie.
La marine était commandée par des navarques nommés pour un mandat d'un an exactement, et ne pouvaient apparemment pas être reconduits dans leurs fonctions. Les navarques étaient assistés par un secrétaire (appelé ἐπιστολεύς / epistoleus), qui assurait le rôle de commandant en second. Cette fonction n'était semble-t-il pas concernée par la clause de durée d'un an, parce qu'elle avait été utilisée, en 405 av. J.-C. pour accorder à Lysandre le commandement de la flotte après qu'il eut été déjà navarque pour un an. Leurs casques étaient en bronze ou en argent, et le panache était fait de crin de cheval.
| Bataille                 | Date          | Guerre                | Adversaire            | Sparte | Adversaire | Sparte                 | Adversaire                     | Sparte  | Adversaire | Issue     | Conséquences                                                                         |
| ------------------------ | ------------- | --------------------- | --------------------- | ------ | ---------- | ---------------------- | ------------------------------ | ------- | ---------- | --------- | ------------------------------------------------------------------------------------ |
| Identité                 | Identité      | Identité              | Identité              | Flotte | Flotte     | Commandants            | Commandants                    | Pertes  | Pertes     | Résultats | Résultats                                                                            |
| Bataille de Pylos        | 425 av. J.-C. | Guerre du Péloponnèse | Athènes               | 60     | 50         | Thrasymélidas Brasidas | Démosthène                     | 18      | 8          | Défaite   | Siège et reddition de troupes spartiates                                             |
| Bataille de Cynosséma    | 411 av. J.-C. | Guerre du Péloponnèse | Athènes               | 86     | 76         | Mindarus               | Thrasylle Thrasybule           | 21      | 15         | Défaite   | Fin de la menace immédiate de Sparte sur la voie vitale d'Athènes sur la mer Noire.  |
| Bataille d'Abydos        | 410 av. J.-C. | Guerre du Péloponnèse | Athènes               | 97     | 92         | Mindarus               | Thrasylle Thrasybule           | 30      | minimes    | Défaite   | Retraite de la flotte spartiate sur Abydos                                           |
| Bataille de Cyzique      | 410 av. J.-C. | Guerre du Péloponnèse | Athènes               | 80     | 86         | Mindarus               | Alcibiade Thrasybule Théramène | 80      | minimes    | Défaite   | Domination d'Athènes sur Hellespont et offre de paix à Athènes                       |
| Bataille de Notion       | 408 av. J.-C. | Guerre du Péloponnèse | Athènes               | 70     | 100        | Lysandre               | Alcibiade Antiochus            | aucune  | 22         | Victoire  | Déchéance d'Alcibiade et Lysandre investit commandant en chef de la flotte spartiate |
| Bataille des Arginuses   | 406 av. J.-C. | Guerre du Péloponnèse | Athènes               | 120    | 150        | Callicratidas          | 8 stratèges                    | 75      | 25         | Défaite   | Proposition de paix rejetée par Athènes                                              |
| Bataille d'Aigos Potamos | 405 av. J.-C. | Guerre du Péloponnèse | Athènes               | 180    | 170        | Lysandre               | Conon, Philoclès               | minimes | 150        | Victoire  | Suprématie de Sparte sur les mers                                                    |
| Bataille de Cnide        | 394 av. J.-C. | Guerre de Corinthe    | Athènes & Achéménides | 85     | 90         | Pisandre               | Conon Pharnabaze               | 85      | minimes    | Défaite   | Fin de la suprématie navale spartiate                                                |